# Partido del Futuro de la Nación
El Partido del Futuro de la Nación (en árabe: حزب مستقبل وطن) es un partido político egipcio. El partido es a menudo visto como un "partido del poder", creado con el único propósito de respaldar al presidente Abdelfatah El-Sisi y sus políticas.
Originalmente un partido menor, ha crecido hasta convertirse en el partido político más grande de Egipto y actualmente controla la mayoría de los escaños en la Cámara de Representantes y una pluralidad de escaños en el Senado. El papel dominante del Partido del Futuro de la Nación en la política egipcia moderna se ha comparado con el del Partido Nacional Democrático, que gobernó desde 1978 hasta la revolución de 2011.

## Historia
El Partido del Futuro de la Nación fue creado a mediados de 2014 por la Inteligencia Militar Egipcia. El exmiembro de la campaña presidencial de Abdelfatah El-Sisi, Abdel Azim, le dijo a Mada Masr:

«Un asistente del presidente en la presidencia me dijo literalmente: "El Partido del Futuro de la Nación fue originalmente el Frente del Futuro de la Nación, establecido por la Inteligencia Militar como una entidad juvenil para apoyar al presidente. Es nuestro.»
Abdel Azim

Un estudiante responsable de la campaña del Partido del Futuro de la Nación en su gobernación fue entrevistado por Mada Masr. Afirmó que un oficial de inteligencia militar vestido de civil entregaba con frecuencia pagos en efectivo de normalmente 20.000 ligras egipcias a la oficina de campaña, y más tarde cheques, incluido uno del Banco Nacional de Egipto por 150.000 LE. Por cada marcha callejera, se entregarían de 15.000 a 20.000, y a los jóvenes organizados por las agencias gubernamentales se les pagaría 100 LE cada uno para participar en las marchas. En lugar de estar dirigida por voluntarios, la oficina de la campaña estaba atendida por funcionarios públicos. La campaña por las firmas para la candidatura presidencial de Sisi por parte del Partido del Futuro de la Nación incluyó pagos de 50 LE a cada persona que firmara. El líder del partido, Mohamed Badran, tomó sus instrucciones, según el entrevistado, del Mayor Ahmed Shaaban de la Inteligencia Militar.

El Partido del Futuro de la Nación se postuló en las elecciones parlamentarias de 2015 como parte de la alianza electoral "Por el amor a Egipto", que ganó 120 escaños en el parlamento. El partido obtuvo 53 escaños, lo que lo convirtió en el segundo partido más grande después del Partido de los Libres Egipcios que ganó 65 escaños, y por delante del Nuevo Partido Wafd, el partido político más antiguo de Egipto.
En 2018, después de que todos los partidos políticos, excepto el Partido al-Ghad liderado por Moussa Mostafa Moussa, no presentaran candidatos para las elecciones presidenciales de marzo de ese año, aumentaron los llamamientos para fusionar los 104 partidos políticos de Egipto en cuatro o cinco partidos fuertes. En respuesta, se iniciaron los esfuerzos para fortalecer la presencia de partidos poderosos en la escena política egipcia, liderados principalmente por el Partido de los Egipcios Libres, el Partido del Futuro de la Nación y el Partido Nuevo Wafd, así como la Coalición de Apoyo a Egipto, que tenía 400 de los 597 escaños en el parlamento egipcio.
El Partido del Futuro de la Nación y la alianza Por el Amor de Egipto anunciaron que la alianza se fusionaría con el partido. Tras el anuncio, alrededor de 50 diputados renunciaron a sus partidos en mayo de 2018 y se unieron al Partido del Futuro de la Nación; la mayoría de ellos provenían de los partidos Egipcios Libres y Wafd, pero había muchos independientes y otros miembros de partidos.
En las elecciones parlamentarias egipcias de 2020, el Partido del Futuro de la Nación creció significativamente y ganó una mayoría de escaños en la Cámara de Representantes y una pluralidad en el Senado.

## Posiciones políticas
El partido siempre ha apoyado a las Fuerzas Armadas Egipcias, creyendo que los egipcios necesitan unirse detrás del Ejército y la Fuerza de Policía en su lucha contra el terrorismo en defensa de la nación.
Los líderes del partido a menudo han declarado su apoyo al programa de reforma económica respaldado por el FMI, creyendo que es la única manera de ayudar a Egipto a recuperarse de los efectos de la Revolución de 2011 y de crear un estado egipcio moderno y poderoso a pesar de las dificultades resultantes.
Llegar a los estados africanos también ha sido una prioridad. El partido ha presionado regularmente al gobierno para mejorar las relaciones con el continente africano, que eran casi inexistentes durante la última parte de la era Mubarak. El partido envía regularmente delegaciones diplomáticas a países extranjeros en preparación para las visitas de estado del Presidente de Egipto.